# باجولي (سبيدار)
باجولي (بالفارسية: باجولی) هي قرية تقع في إيران في قسم سبیدار الريفي. يقدر عدد سكانها بـ 235 نسمة بحسب إحصاء 2016.